# Приключения маленького Мука
«Приключения маленького Мука» — советский музыкальный фильм-сказка Елизаветы Кимягаровой, снятый в 1983 году. Вольная экранизация сказки Вильгельма Гауфа «Маленький Мук» (1825). Премьера состоялась 16 июня 1984 года.

## Сюжет
По требованию сварливой молодой жены отец отправляет Мука искать лучшей доли. Так, осиротевший ребёнок вынужден искать счастье в чужих странах. Маленький Мук чуть не попадает в тюрьму, но верный друг Гасан выкупает его, затем мальчик служит у старого волшебника Сулеймана. Но всё меняется, когда он становится обладателем волшебного посоха и туфель-скороходов. Во время своих странствий маленький Мук попадает во дворец короля, где пытается помочь невесте своего друга, Амине. Но злые завистники не дремлют…

## В ролях

### Исполнители главных ролей
| Актёр             | Роль                                        |
| ----------------- | ------------------------------------------- |
| Бахтиёр Фидоев    | Маленький Мук                               |
| Джаник Файзиев    | Гасан (вокал за кадром — Альберт Асадуллин) |
| Лариса Белогурова | Амина                                       |
| Александр Парра   | король                                      |

### Второстепенные персонажи
| Актёр              | Роль                                                                   |
| ------------------ | ---------------------------------------------------------------------- |
| Тахир Сабиров      | судья (озвучивание — Сергей Малишевский; вокал — Гарри Бардин)         |
| Бимболат Ватаев    | волшебник Сулейман (вокал — Альберт Асадуллин)                         |
| Анвар Тураев       | отец Мука                                                              |
| Рано Кубаева       | матушка Мука                                                           |
| Махмуд Эсамбаев    | казначей (озвучивание — Сергей Малишевский; вокал — Геннадий Трофимов) |
| Евгений Герчаков   | главный скороход (вокал — Олег Анофриев)                               |
| Курбан Холов       | конокрад                                                               |
| Фархот Абдуллаев   | главный министр                                                        |
| Юнус Юсупов        | тюремщик (вокал — Олег Анофриев)                                       |
| Имомберды Мингбаев | Фархад, самый медленный из королевских скороходов                      |
| Абдусалом Рахимов  | слуга короля                                                           |
| Марат Хасанов      | повар                                                                  |
| Аслан Рахматуллаев | первый лекарь                                                          |
| Хашим Рахимов      | второй лекарь                                                          |

### Принцы и принцессы
- Нигина Холова
- Р. Юсупи
- М. Ходжаев
- Е. Оффенгенден
- З. Самадов
- Рустам Холмуродов
- Денис Зайцев

### Поварята
- Р. Муродов
- О. Григорян

### Эпизоды
- Б. Назирматов — негритёнок
- Абдулло Джураев — помощник судьи
- Хуррам Касымов — охранник скороходов
- А. Рахмуллоев
- А. Рузиев
- С. Саидахмедов
- Т. Саидов
- Сергей Таюшев и Татьяна Рузавина — исполнители песни «Дорога добра»

### Озвучивание
- Сергей Малишевский — ослик волшебника Сулеймана

## Съёмочная группа
- Режиссёр-постановщик: Елизавета Кимягарова
- Режиссёр: Н. Шегер
- Сценарий: Юлий Дунский, Валерий Фрид
- Операторы-постановщики: Георгий Дзалаев, Ростислав Пирумов
- Композитор: Марк Минков
- Стихи Юрия Энтина
- Грим: Н. Набока
- Цветоустановщик: Татьяна Фалько
- Мастер по свету: Р. Кнодель
- Мастер пиротехник: Николай Виприцкий
- Ассистенты режиссёра: М. Ахмедова, Г. Казнова, З. Норов
- Ассистенты оператора: Николай Норов, В. Гуров
- Ассистенты художника: М. Якунина, А. Пушкарева
- Административная группа: Георгий Абрамов, Анвар Тураев
- Балетмейстер: Сталина Азаматова
- Художник по костюмам: Римма Зудерман
- Художник-постановщик: Леонид Шпонько
- Звукооператор: Георгий Иващенко
- Монтажёр: Елена Мотылева
- Комбинированые съёмки:
  - Оператор: Ф. Салихов
  - Художник: В. Глазков
- Редактор сценария: Юрий Каплунов
- Директора картины: Файзиддин Джураев, Жанна Худойбердиева

## Песни
Музыку к фильму написал Марк Минков, а стихи — Юрий Энтин.
По воспоминаниям Альберта Асадуллина, помимо «Разве это не чудо?» он в экстренном порядке записал ещё две песни: «Её должен был петь бас. Хороший такой бас. Из Большого театра. Но как раз в тот день он выходил из дома, поскользнулся, упал и сломал ногу. Беда в том, что это был последний день <…> — вот-вот приедет машина из „Мосфильма“ за бобинами с уже сведёнными песнями. А их даже спеть некому. Понятное дело, Марк паникует: „Ладно денег не заплатят, но ведь какой позор!“ Я предлагаю: „Давай я запишу“. Тот отмахивается: „Перестань, Алик, и так тошно, а ты со своими шуточками“. Ещё бы, я только что выводил нежно и ласково: „Ка-а-аждая буква в сло-о-ове — тебе…“, а тут надо хриплым басом: „Я е-дин-ственный на Вос-то-ке…“ Но терять-то всё равно было нечего. И я спел. Страшным андеграундным голосом. Ну и песню визиря заодно».
- Дорога добра (Сергей Таюшев и Татьяна Рузавина)
- Песня судьи (Гарри Бардин)
- Песня волшебника Сулеймана (Альберт Асадуллин[2])
- Разве это не чудо? (Альберт Асадуллин)
- Песня скорохода (в фильме — Олег Анофриев; в аудио-издании — Евгений Герчаков)
- Песня короля (Александр Парра)
- Песня казначея (Геннадий Трофимов)
- Песня тюремщика (Олег Анофриев)

В записи песен принимали участие:
- Государственный симфонический оркестр кинематографии СССР, дирижёр Сергей Скрипка
- Звукооператор — Георгий Иващенко

## Критика
Киновед Сергей Кудрявцев оценил фильм на 7 баллов из 10.